# Ezio Vanoni
Ezio Vanoni (Morbegno, 3 agosto 1903 – Roma, 16 febbraio 1956) è stato un economista e politico italiano.
È stato Ministro delle Finanze (1948-1954) e del Bilancio (1954-1956) in parecchi governi De Gasperi, morendo in carica, dopo aver pronunciato un discorso al Senato. Nel 1956 è stato insignito della medaglia d'oro al valor civile; gli sono state inoltre intitolate la Scuola Superiore dell'Economia e delle Finanze, organo tecnico del Ministero dell'Economia e delle Finanze che ha come compito istituzionale quello di curare la formazione e l'aggiornamento del personale dell'Amministrazione Finanziaria, e la Biblioteca civica Ezio Vanoni del Comune di Morbegno.

## Biografia

### Infanzia e studi
Primogenito di quattro figli, nacque in Valtellina, a Morbegno in provincia di Sondrio il 3 agosto 1903. Cresciuto in una certa agiatezza familiare dovuta ai redditi da lavoro del padre (segretario comunale di Val Masino) e della madre (maestra), portò a termine gli studi elementari a Morbegno e quelli liceali a Sondrio. Si laureò in Giurisprudenza nel 1925, a Pavia, come alunno del Collegio Ghislieri, discutendo una tesi dal titolo "Natura ed interpretazione delle leggi tributarie".

### Attività d'insegnamento
Divenne subito assistente volontario di Benvenuto Griziotti nell'Istituto Giuridico dell'Università di Pavia, lavorando tra il 1926 e il 1927 ad una ricerca dal titolo “La rivalutazione della lira e l'equilibrio economico” (era una ricerca che rientrava nel dibattito "quota novanta").
Nel 1926 vinse la borsa di studio "Lorenzo Ellero", per due anni di perfezionamento in scienze economiche all'Università Cattolica del Sacro Cuore, che però non portò a termine in quanto nel 1928 si vide assegnare una borsa di studio dalla Fondazione Rockefeller, per due anni di studio in Germania.
Nei due anni vissuti in Germania approfondì gli studi in scienza delle finanze e in diritto finanziario, acquisendo un ampio bagaglio scientifico nel ramo finanziario. In quegli anni maturò anche una concezione dello Stato come entità morale prima che politica.
Nel 1930 ebbe l'incarico per l'insegnamento di Scienza delle Finanze e Diritto finanziario nella facoltà di Giurisprudenza dell'Università di Cagliari.
Nel 1932 si vide assegnare l'incarico di libera docenza in Scienza delle finanze e Diritto finanziario.
Nello stesso anno, il 7 gennaio, si sposò a Morbegno con Felicita Dell'Oro, dalla cui unione nacquero Marina (nel 1933) e Lucia (nel 1934). Vanoni continuò ad inseguire la titolarità della cattedra in scienza delle finanze e diritto finanziario (di cui già possedeva la libera docenza), ma incorse in pesanti bocciature, quando si presentò per la cattedra dell'Università di Messina e nel 1935 allorquando sostenne l'esame per la cattedra dell'Università di Camerino. Probabilmente Vanoni non si vide assegnare la cattedra perché non era iscritto al partito nazionale fascista, circostanza questa che lo relegò in uno stato di emarginazione e che gli precluse, per molti anni, qualsiasi ambizione di carriera.
Dal 1933 al 1936 Vanoni ricevette l'incarico per la cattedra di scienza delle finanze e diritto finanziario alla facoltà di giurisprudenza dell'Università di Roma. Gli anni che visse a Roma furono molto importanti per la sua maturazione ideologica e politica. Conobbe infatti il convalligiano Sergio Paronetto, la cui amicizia venne facilitata da Pasquale Saraceno, docente all'Università di Roma, dirigente dell'IRI e cognato di Vanoni, e riprese a frequentare i vecchi compagni di lotta del Collegio Ghislieri.
Fu grazie a Paronetto che, a Roma, Vanoni entrò in contatto con esponenti del mondo cattolico quali De Gasperi e Gonella che contribuirono alla rinascita di una vocazione politica che Vanoni aveva accantonato da tempo. Fu sempre Paronetto l'ispiratore della trasformazione di Vanoni da uomo di studio a uomo di azione e che gli fece riscoprire la fede religiosa.
Conclusasi l'esperienza di insegnamento all'Università di Roma, dal 1937 al 1938 Vanoni insegnò su incarico all'Università di Padova (sempre scienza delle finanze e diritto finanziario) e fondò, insieme a Benvenuto Griziotti e Mario Pugliese, la “Rivista di scienza delle finanze e diritto finanziario”. Nel 1938 pubblicò “Il problema della codificazione tributaria”, in cui traspariva con evidenza l'influenza lasciata dagli incontri romani con Paronetto.
Nel luglio del 1943 prese parte ai lavori che portarono alla redazione del Codice di Camaldoli, promosso tra gli altri dal suo amico Paronetto: da esso presero spunto tutte le iniziative di politica economica del decennio successivo.

### Ministro finanziario: Riforma tributaria ePiano Vanoni
Nel 1951 fu uno dei principali fautori della riforma tributaria italiana (che porta il suo nome, Riforma Vanoni o Legge Vanoni) introducendo anche l'obbligo della dichiarazione dei redditi.
Il 29 dicembre 1954 il Consiglio dei Ministri, presieduto da Scelba, approvò un documento di oltre cento pagine intitolato «Schema di sviluppo dell'occupazione e del reddito in Italia nel decennio 1955-64». Il 25 marzo 1955 Vanoni, in qualità di ministro delle Finanze, presentò per la prima volta in Parlamento lo Schema di sviluppo indicando le azioni di politica economica da intraprendere per conseguire, nel decennio 1955-1964, la crescita economica nazionale. Questo piano decennale per l'economia italiana, detto appunto "Piano Vanoni",  aveva l'obiettivo di produrre piena occupazione, ridurre lo squilibrio tra il Nord e il Sud dell'Italia, e risanare il bilancio dello Stato. La realizzabilità del Piano era vincolata, secondo il ministro, ad un tasso di crescita superiore al 5% all'anno. Nonostante i tassi di crescita italiana superassero tale soglia, il Piano non venne mai realizzato. Iniziò così il dibattito parlamentare, tra sostenitori e contrari al Piano. Vanoni morì improvvisamente nel 1956 a causa di un collasso cardiaco: la morte lo colse nei locali di palazzo Madama (dopo il malore, era sdraiato su un divano dell'ufficio di Cesare Merzagora) dopo aver tenuto un discorso al Senato, dove aveva ricordato i motivi ispiratori della sua opera, sollecitando maggiore giustizia per gli umili e i poveri. Lo Schema di sviluppo rimane al centro del dibattito politico fino al 1959 per poi uscire definitivamente dalla scena politica ed entrare nei libri di storia. Ciò nonostante, ancora nel 1960 si teneva conto dello "schema decennale Vanoni" per guidare lo sviluppo dell'economia nazionale e per valutarne l'andamento.
La salma venne portata nella natia Morbegno per il funerale e la tumulazione nella tomba familiare.

## Opere
- Natura ed interpretazione delle leggi tributarie, Padova, CEDAM, 1932.
- Lezioni di diritto finanziario e scienza delle finanze tenute nell'anno 1936-37, 2 voll., Padova, CEDAM, 1937. Comprende:

1. Principi di economia e politica finanziaria
2. Elementi di diritto tributario
- Problemi dell'imposizione degli scambi, Padova, CEDAM, 1939.
- Discorsi sul programma di sviluppo economico, Roma: Istituto poligrafico dello Stato, 1956.

## Onorificenze

Francobollo commemorativo in occasione del centenario della nascita